# Давид Літман
Давид Літман (англ. David Littmann, 1906-1981) — американський кардіолог, був професором Гарвардської медичної школи.

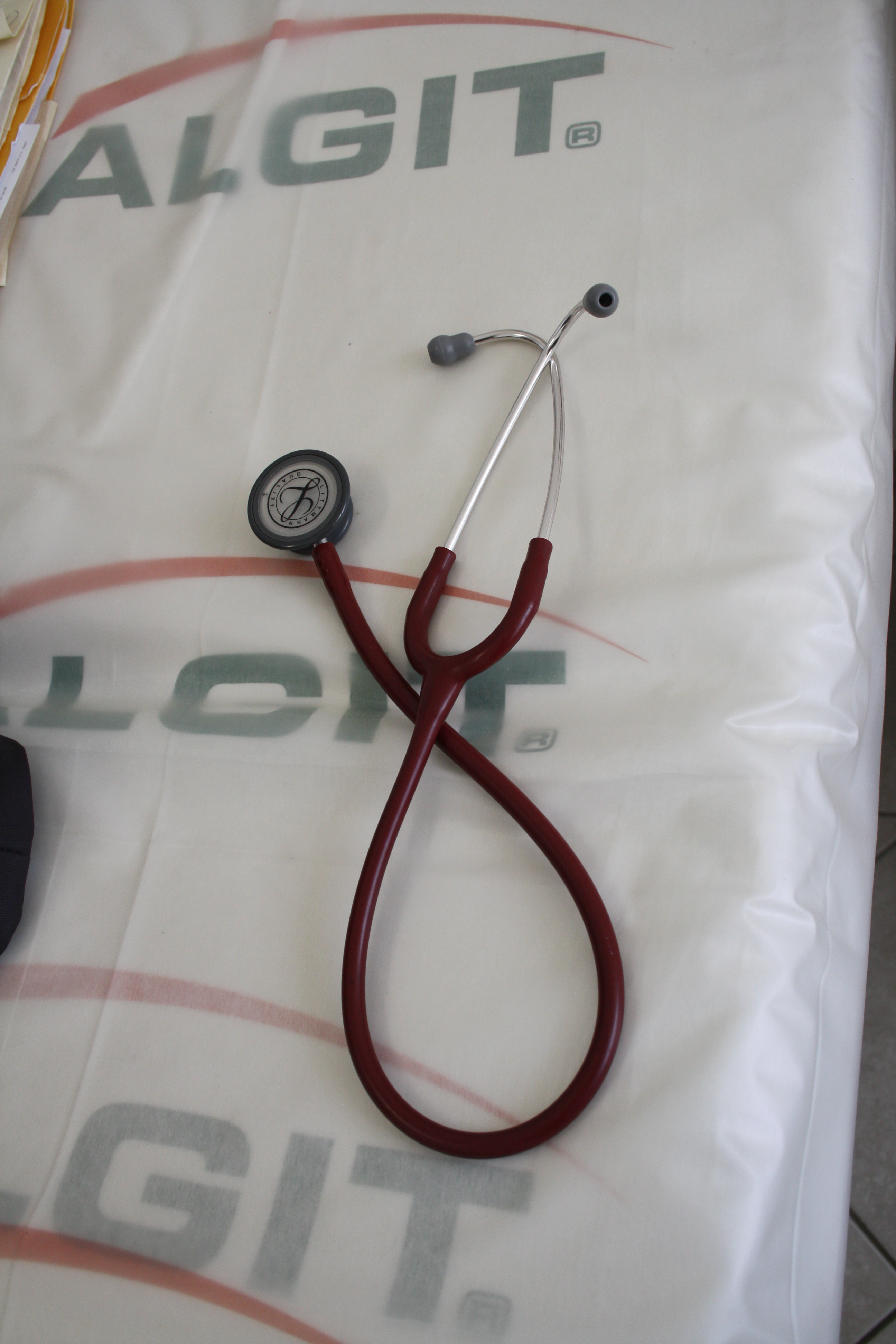
На мембрані фонендоскопа логотип Littmann

Ім'я Літмана знане у світі завдяки його розробці унікальної моделі фонендоскопа, який знайшов широке застосування завдяки хорошій акустиці під час проведення аускультації.
Давид Літман заснував компанію Cardiosonics, Inc для продажі своїх фонендоскопів. На той час випускалося дві ключових моделі — для лікарів та для медсестер.
1 квітня 1967 року компанія 3M придбала Cardiosonics, а Літмана найняла як консультанта. У наш час[коли?] 3М випускає широкий діапазон фонендоскопів, під брендовим ім'ям Littmann.